# Кызылжар (Кегенский район)
Кызылжар (каз. Қызылжар) — село в Кегенском районе Алматинской области Казахстана. Входит в состав Ширганакского сельского округа. Код КАТО — 195877500.

## Население
В 1999 году население села составляло 55 человек (31 мужчина и 24 женщины). По данным переписи 2009 года, в селе проживало 46 человек (22 мужчины и 24 женщины).